# Phaxas
Phaxas is een geslacht van tweekleppigen uit de familie van de Pharidae.

## Soorten
- Phaxas adriaticus (Coen, 1933)
- Phaxas pellucidus (Pennant, 1777) – Sabelschede
- Phaxas tenellus Cosel, 1993